# Český rozhlas Olomouc
Český rozhlas Olomouc je regionální rozhlasová stanice Českého rozhlasu, sídlící v Olomouci a vysílající pro Olomoucký kraj. Olomoucké studio zahájilo vysílání v roce 1949, samostatná stanice vznikla v roce 1956. Ředitelem stanice je od roku 2013 Josef Podstata.
Vlastní program stanice vysílá denně od 5.00 do 19.00 hodin, v několika oknech přes den a v rámci večerního a nočního vysílání šíří celoplošné pořady stanice ČRo Střední Čechy a společný program regionálních stanic Českého rozhlasu. K prvnímu čtvrtletí roku 2023 stanici denně poslouchalo 43 tisíc posluchačů a stala se tak nejrychleji rostoucí regionální stanicí Českého rozhlasu.

## Historie

### Počátky vysílání
Pokusy o založení rozhlasu v Olomouci sahají už do druhé poloviny dvacátých let 20. století. V roce 1926 proběhla v Olomouci valná hromada místního radioklubu, kde byla myšlenka diskutována, na konci téhož roku proběhla všeobecná radiová výstava. 1. dubna 1932 se uskutečnil první rozhlasový přenos z olomouckého divadla.
Snaha o zřízení studia zesílila v roce 1936, kdy se 22. ledna uskutečnila na toto téma porada olomouckých zájemců, svolaná na podnět Městské rady hlavního města Olomouce do zasedací síně městské radnice. Rezoluce vydaná ze zasedání připomíná „mimořádně důležitý kulturní, umělecký, vědecký i hospodářský význam Olomouce jako přirozeného střediska rozsáhlého svérázného kraje s dávnou tradicí“. Odpověď na dopis s rezolucí přišla z pražského Radiojournalu 10. března téhož roku: „V květnu t. r. zahájí provoz třetí slovenská vysílací stanice v Báňské Bystrici (...) Tím dostoupí počet našich vysílacích stanic na 7, kdežto studií máme pouze 5. Z nich 2 v zemi slovenské, 2 v zemi moravskoslezské, naproti tomu v zemi české, rozlohou daleko větší a obyvatelstvem nejpočetnější, máme pouze jediné studio v Praze, které postačuje, aby se všechny programové složky vystřídaly a účelně prováděly.“ Dopis končí zamítnutím žádosti o zřízení stálého rozhlasového studia. Olomoucká městská rada se 7. dubna proti rozhodnutí odvolala s poukazem na to, že na střední Moravě je přes sedm tisíc koncesionářů, kteří zaplatí ročně více než 800 000 Kč. Vzdor dalšímu soustředěnému úsilí se v roce 1936 vznik rozhlasového studia v Olomouci prosadit nepodařilo.

### Od konce druhé světové války po založení studia
Úsilí o založení stálého rozhlasového studia v hanácké metropoli došlo naplnění až po druhé světové válce. Z 18. června 1945 pochází Memorandum ve věci zřízení rozhlasového studia v Olomouci, zaslané ministerstvu informací v Praze, v jehož úvodu se praví: „Národní výbory hanáckého kraje olomouckého žádají, aby ministerstvo informací při definitivní úpravě československého rozhlasu pamatovalo na zřízení rozhlasového studia v Olomouci.“ Memorandum podepsali zástupci národních výborů z Olomouce, Zábřehu, Prostějova, Frývaldova (dnešního Jeseníku), Litovle, Šumperka, Rýmařova a Šternberka. Zásadní pokrok v celé záležitosti lze zaznamenat 4. září 1945, kdy se v Olomouci za účasti ústředního programového ředitele Československého rozhlasu Mirko Očadlíka uskutečnila schůze zájemců o zřízení vysílací rozhlasové stanice. Ředitel potvrdil, že předseda vlády přislíbil Olomouci vysílací stanici. Vše ovšem záleželo na získání radiových vln, které měly být rozdělovány 19. září na mezinárodní konferenci v Londýně.
Konečné rozhodnutí přišlo až 19. listopadu 1945. Píše se v něm, že:
1. V Olomouci bude zřízeno rozhlasové studio, které bude kabelem propojeno se sítí československých vysílačů.
2. Studio bude zřízeno v tzv. Hamburgerově vile v Olomouci. Místní národní výbor v Olomouci provede svým nákladem architektonickou úpravu této budovy podle dispozic, které dodá stavební oddělení Československého rozhlasu v Praze.
3. Československý rozhlas vybaví budovu rozhlasovětechnickým zařízením.
4. Budovu konečně upravenou vybaví místní národní výbor v Olomouci vnitřním zařízením.
5. Po úplném vybavení budovy bude zahájen provoz studia, které bude administrativně i programově přičleněno do sítě československých rozhlasových studií jako expozitura brněnského vysílače.

Na základě protestu ředitelství Městského divadla v Olomouci proti zřízení studia v Hamburgerově vile byly jako sídlo olomouckého rozhlasu vybrány prostory bývalé kavárny Ruprecht (nyní Opera) na Masarykově (nyní Horním náměstí) v čísle 21. Po mnoha přípravách, intervencích a poradách došlo teprve 2. ledna 1947 k udělení stavebního povolení k adaptaci a přístavbě domu č.p. 433 v katastrálním území Olomouc-město. Samotná přestavba se však poté dosti vlekla. Teprve roku 1948 zaznamenala zrychlení adaptačních prací a vybavení studia technickým zařízením.

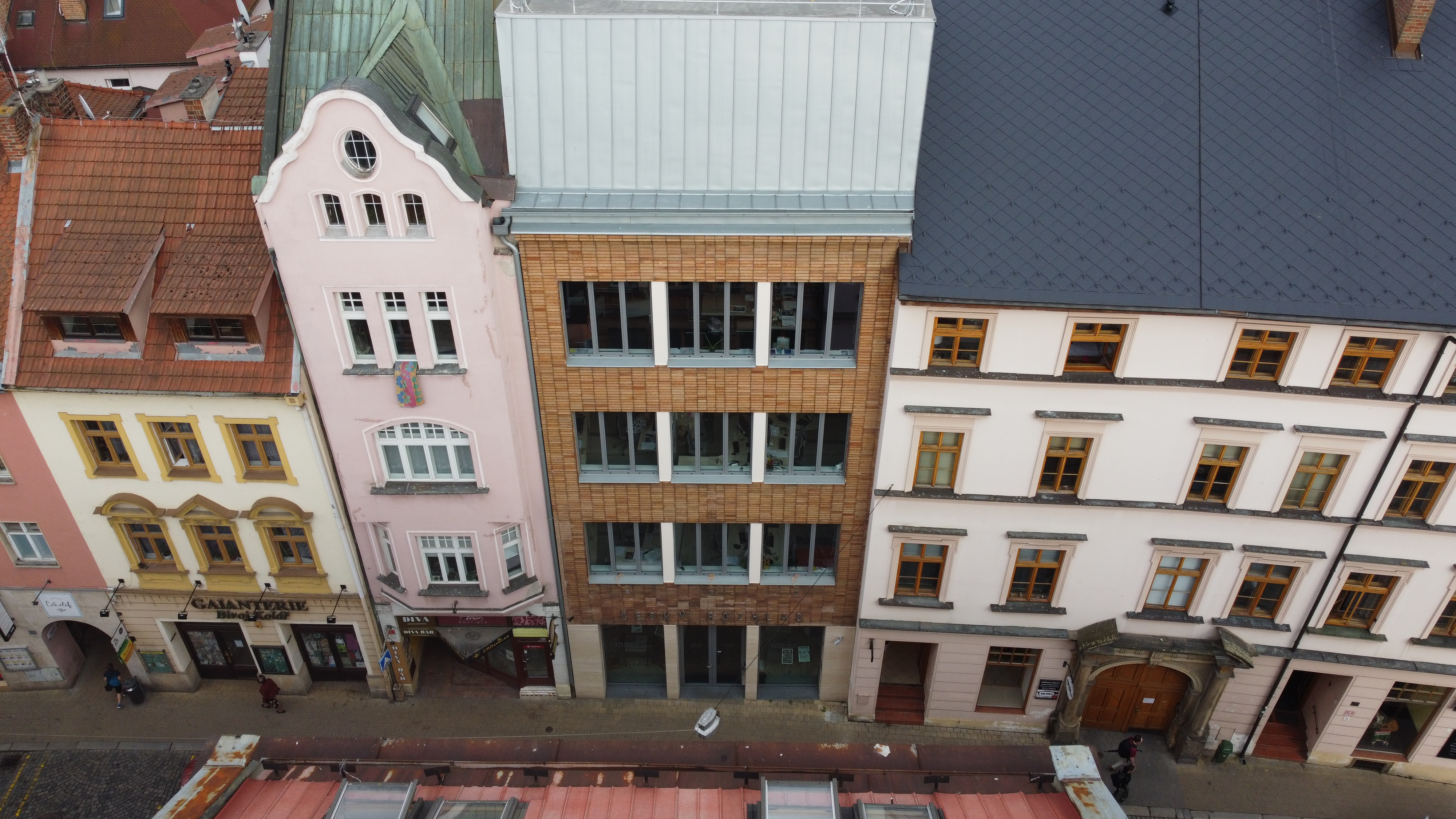
Letecký pohled na novou budovu v Pavelčákově 19

### Olomoucké studio v letech 1949–1960
Studio začalo vysílat v neděli 9. ledna 1949, kdy probíhala první celostátní konference Československého rozhlasu. Až do poloviny října 1956 bylo sice personálně podřízeno Brnu, mělo ale svůj vlastní vysílací čas i možnost vstupu na celostátní program. Samostatné vysílání Československého rozhlasu Olomouc v rozhlase po drátě i rozhlasem bezdrátovým začalo 15. října 1956. Rozhlasový program samostatného rozhlasového studia v Olomouci přinášel v letech 1956–1960 půlhodinové zpravodajské relace Zajímavosti z Olomouckého kraje, obsahující informace ze světa politiky, kultury a sportu. Nechyběly ani hudební pořady, koncerty i rozhlasové inscenace. Konaly se rovněž přenosy operních představení Krajského oblastního divadla v Olomouci.
Ve studiu účinkovali přední olomoučtí herci, vznikl při něm rovněž Hanácký soubor písní. Natáčena byla také původní tvorba, například melodram Miloše Konvalinky a Aloise Rečky Frývaldov 1931 nebo pásmo veršů Aloise Rečky Olomoucké kašny s hudbou Václava Kováře. U samotných začátků olomouckého rozhlasového studia v roce 1949 stál Jaroslav Kanyza, pozdější gymnaziální profesor, znalec moravské a olomoucké historie a autor historických románů. Posléze vedl studio Alois Rečka, básník a olomoucký patriot, kterého zastihly ve funkci vedoucího studia události srpna 1968.
V roce 1960 došlo k reorganizaci státní správy, která přinesla redukci krajů i okresů. Olomoucké rozhlasové studio se stalo pobočným studiem krajské stanice Československého rozhlasu Ostrava. V dubnu 1960 zajeli poprvé olomoučtí rozhlasoví pracovníci do Ostravy, aby navázali styky se svými budoucími kolegy. Do té doby pracovalo v Olomouci celkem 6 redaktorů, kteří pak podle svého programového zaměření přešli do jednotlivých ostravských redakcí. Počet zaměstnanců se do roku 1968 pohyboval mezi 15 až 16. Program se orientoval především na zemědělství, tradičně dominantní oblast regionu. Olomoucké studio pořádalo samostatně estrády, které mívaly pravidelné reprízy na stanici Praha. Studio spolupracovalo s několika hanáckými autory, povídkáři a vypravěči. Velký zájem byl věnován folklóru. Významná byla rovněž oblast kulturní publicistiky, jíž se věnovali dva redaktoři.
Zatímco ostravské vysílání bylo v 60. letech orientováno spíše na průmyslová a ekonomická témata, olomoucké pořady měly (především díky kontaktům s Univerzitou Palackého) více kulturní a osvětový charakter. Kvalitně se vyprofilovala literární a hudební redakce. O rozvoj redakce vážné hudby se zasloužil dirigent Miloš Konvalinka (v letech 1951–1958 hudební redaktor v Olomouci, v letech 1960–1973 hudební dramaturg v Ostravě a v Olomouci), kterému se podařilo prosadit, že v olomoucké Redutě (tedy v bezprostřední blízkosti studia) zřídil Československý rozhlas vzorové studio pro natáčení symfonické hudby. Celá řada českých hudebních skladatelů natočila premiéry svých děl právě tady.

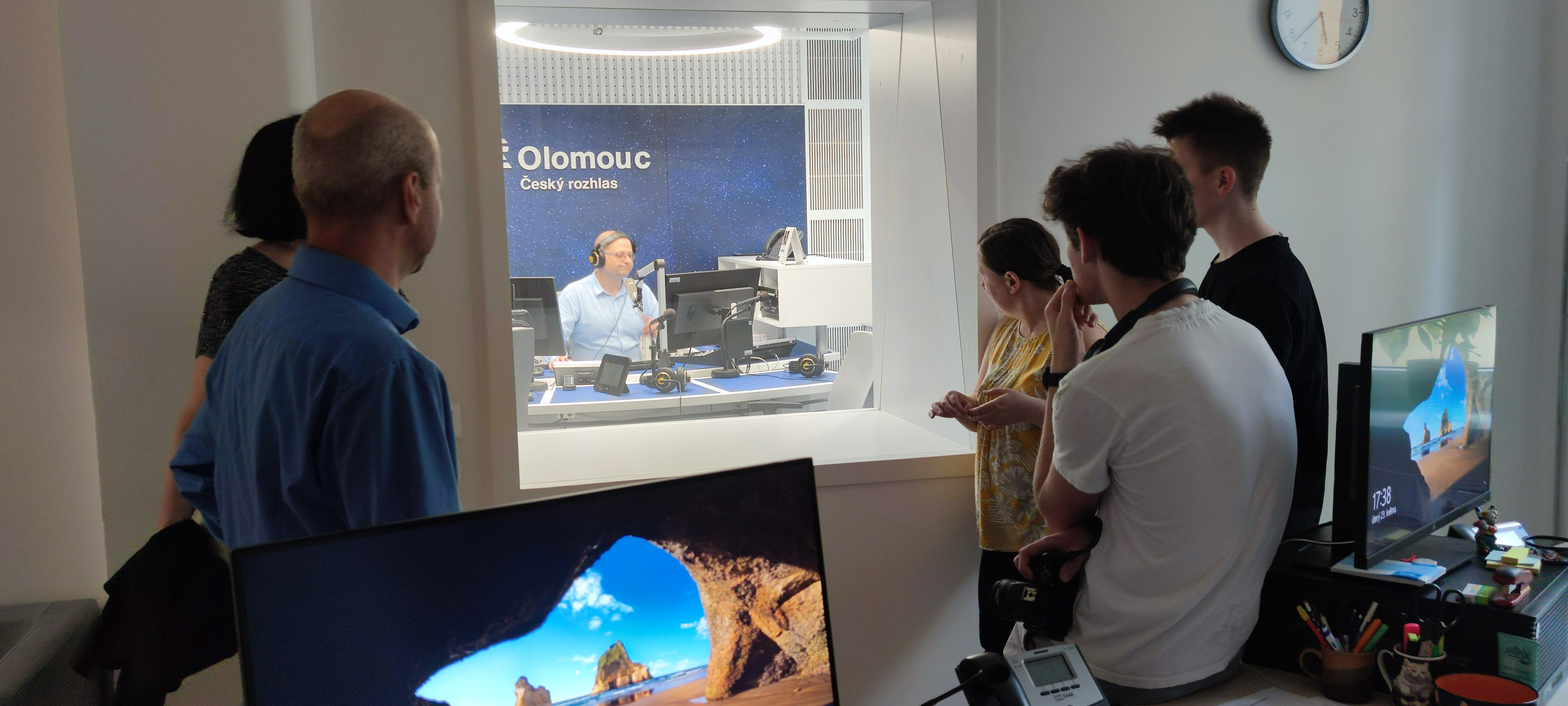
Pohled do vysílacího studia

V srpnu 1968, během invaze vojsk, poskytovalo olomoucké rozhlasové studio lidem rady, informace, ale i útěchu v rozbouřené době. Zpočátku se napojovalo v přestávkách centrálního vysílání, v olomouckém okrese začalo vysílat prostřednictvím rozhlasu po drátě. Rozhlas se stal důležitým zdrojem informací z města i okresu. Informoval o pohybu okupačních vojsk v olomouckém okrese, vyzýval ke klidu, rozvaze v ulicích města i u obchodů s potravinami, kde se začaly tvořit první fronty. Dne 22. srpna 1968 po páté hodině ranní začalo studio vysílat důležité informace o tom, jak jsou na průběh dne připraveni v pekárnách, mlékárnách, na železnici, v městské hromadné dopravě a jinde, dále zveřejňovalo výzvy ke klidu, rozvaze, hrdosti a důstojnosti, desítky rezolucí, informací o podpisových akcích a o celkové situaci ve městě. K obsazení olomouckého studia Československého rozhlasu došlo 22. srpna mezi půl sedmou a půl osmou hodinou večerní. Vysílání pod názvem „Svobodné legální vysílání Československého rozhlasu, stanoviště Dubček - Císař ABX“ začalo tentýž den po 21.15 hodině. Zpravodajské stanoviště Dubček – Císař ABX mnohokrát měnilo místo. Až do konce jeho vysílání okupanti nepřišli na složitý podzemní kabelový systém, jímž se relace dostávaly do rozhlasu po drátě. V dalších dnech začala jeho program přebírat i litovelská vojenská vysílačka Ječmínek, která mohla vysílat do celé Evropy. Ječmínek vysílal také v ruštině provolání k okupačním vojákům. Svobodný rozhlas zahájil „štafetové vysílání“ z improvizovaných studií ve všech krajích republiky: signál se zachycoval a posílal po vlnách či po telefonních linkách dál. Vysílání „Svobodného legálního vysílání Československého rozhlasu ze stanoviště Dubček - Císař ABX“ se ozvalo ještě ve středu 28. srpna 1968 po 10.15 hodině.

### Normalizace
Při normalizačních čistkách musela po roce 1968 většina pracovníků olomouckého rozhlasového studia ze svých funkcí odejít. Roku 1972 zůstalo v Olomouci z původní dvacítky lidí pouhých pět, z toho jen jeden redaktor. Později se sice personál rozšířil na osm, ale studio už zdaleka nedosáhlo své někdejší slávy a autority. Vyráběly se v něm převážně hudební a literární pořady pro mateřskou stanici, kterou byl Československý rozhlas Ostrava. I v této době ovšem zůstalo v Olomouci dostatečné množství programového a technického zázemí, jehož bylo možno využít při obnovení samostatného vysílání na počátku 90. let.

### Obnovení rozhlasu po roce 1989
Novou kapitolu začalo psát olomouckého rozhlasové studio po sametové revoluci roku 1989. O jeho znovuobnovení se významnou měrou zasadil Stanislav Červenka, původní profesí kontrabasista, dlouholetý člen Moravské filharmonie Olomouc a od roku 1986 rozhlasový redaktor a dramaturg pro vážnou hudbu. Dne 15. listopadu 1993 schválila Rada Českého rozhlasu zřízení Regionálního studia Českého rozhlasu v Olomouci, a to k 1. prosinci 1993. K témuž datu pověřila vedením Českého rozhlasu Olomouc Stanislava Červenku.
V pondělí 3. ledna 1994 ve 13.00 hodin začalo novodobé vysílání Českého rozhlasu Olomouc. Na jaře téhož roku byla opět zřízena slovesná redakce. Jejím dramaturgem se stal Jan Sulovský, režisérem byl Vladimír Týřl. Slovesná redakce společně s hudební redakcí, kterou vedl Antonín Schindler, navázaly na zpřetrhanou tradici a začaly ji znovu rozvíjet. Vyprázdněná slovesná fonotéka se začala pozvolna zaplňovat novými pořady: dokumenty, četbami, dramatizacemi, rozhlasovými hrami. Pod mnoha z nich je podepsán dramaturg, režisér a pedagog Michal Bureš, absolvent rozhlasové a televizní specializace na brněnské JAMU. Do ČRo Olomouc začaly jezdit natáčet nejrůznější tvůrčí osobnosti (Miroslav Buriánek, Antonín Přidal, Ladislav Lakomý, Igor Bareš, Jan Fišar, Miloslav Mejzlík, Filip Čapka) i mladí adepti rozhlasového umění.

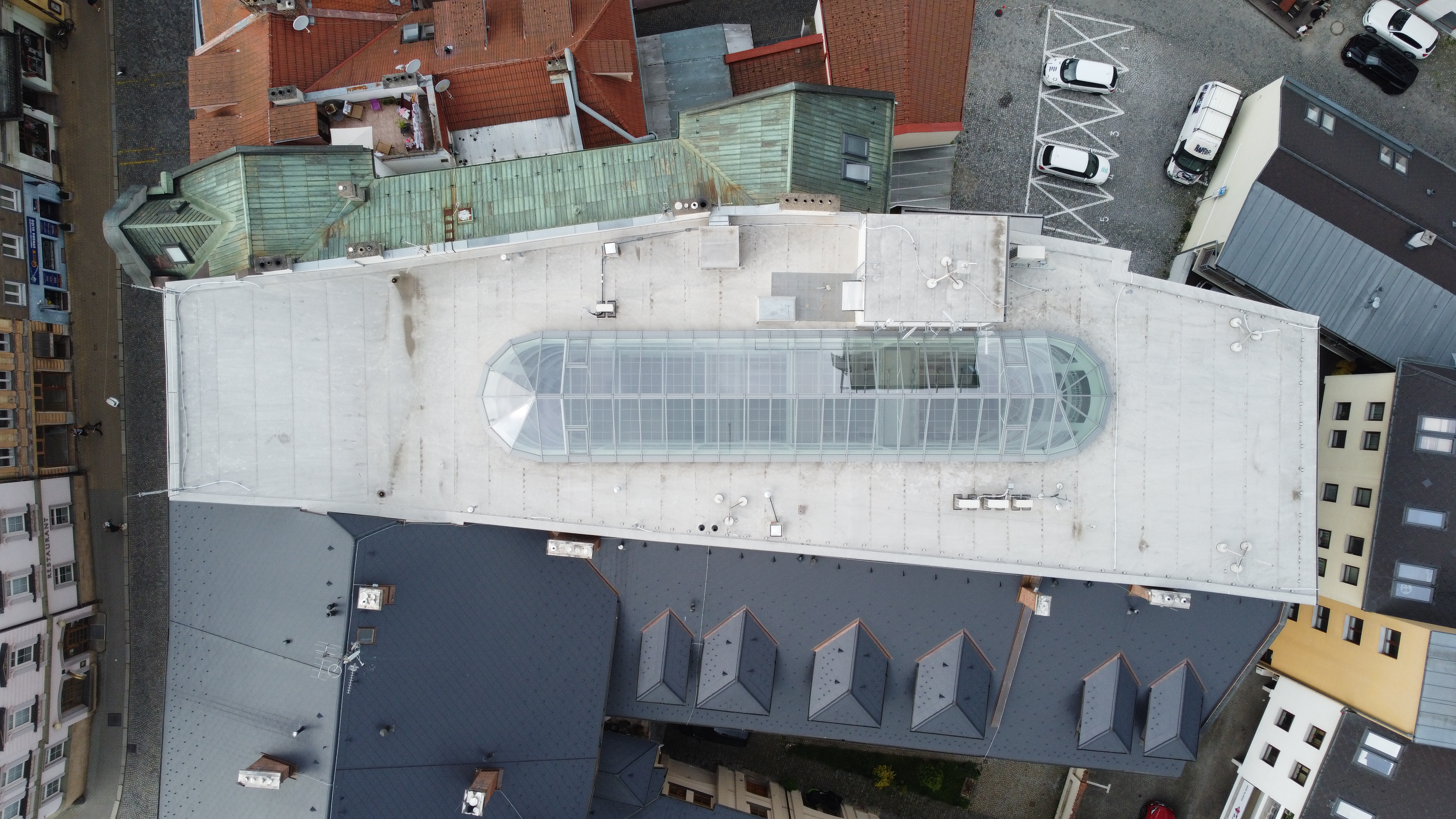
Střecha nové budovy Českého rozhlasu Olomouc z ptačího pohledu

Stanislava Červenku vystřídal ve funkci ředitele Českého rozhlasu Olomouc 1. ledna 2000 Pavel Hekela. Od 1. října 2013 je ředitelem stanice Josef Podstata, který je souběžně i ředitelem ČRo Ostrava. Český rozhlas Olomouc má asi 50 zaměstnanců a asi 50 externích spolupracovníků, kteří připravují 15 hodin samostatného vysílání a podílejí se na dalších 7 hodinách společného vysílání s ostatními regionálními stanicemi Českého rozhlasu. Hudební a literárně-dramatické pořady Český rozhlas Olomouc připravuje pro vysílání své i pro vysílání stanic ČRo Dvojka a ČRo Vltava.

### Novodobá historie
Dne 14. dubna 2010 obdržel ČRo Olomouc Cenu Olomouckého kraje za rok 2009 za přínos v oblasti kultury. Český rozhlas Olomouc je od roku 2016 spolupořadatelem Mezinárodního festivalu rozhlasové tvorby Prix Bohemia Radio, který se koná v Olomouci. V květnu 2022 se ČRo Olomouc přestěhoval do nové zrekonstruované budovy na adrese Pavelčákova 19. Architekty zodpovědnými za rekonstrukci budovy jsou Tomáš Bindr a Martin Struhala z Atelieru 38. V dubnu 2023 získala nová budova Českého rozhlasu cenu v soutěži Stavba roku 2022 Olomouckého kraje, když vyhrála v kategorii Rekonstrukce a obnova. Dům nábytku, který tu dříve býval, Český rozhlas odkoupil a provedl v něm nákladnou rekonstrukci. Přinesla rozšíření prostor pro vysílání stanice, pro zpravodajství i hudební a slovesnou výrobu. V prostorách na Horním náměstí 21, které má od roku 1949 Český rozhlas od města Olomouce v dlouhodobém pronájmu, zůstává koncertní studio a zázemí pro interprety.

## Program

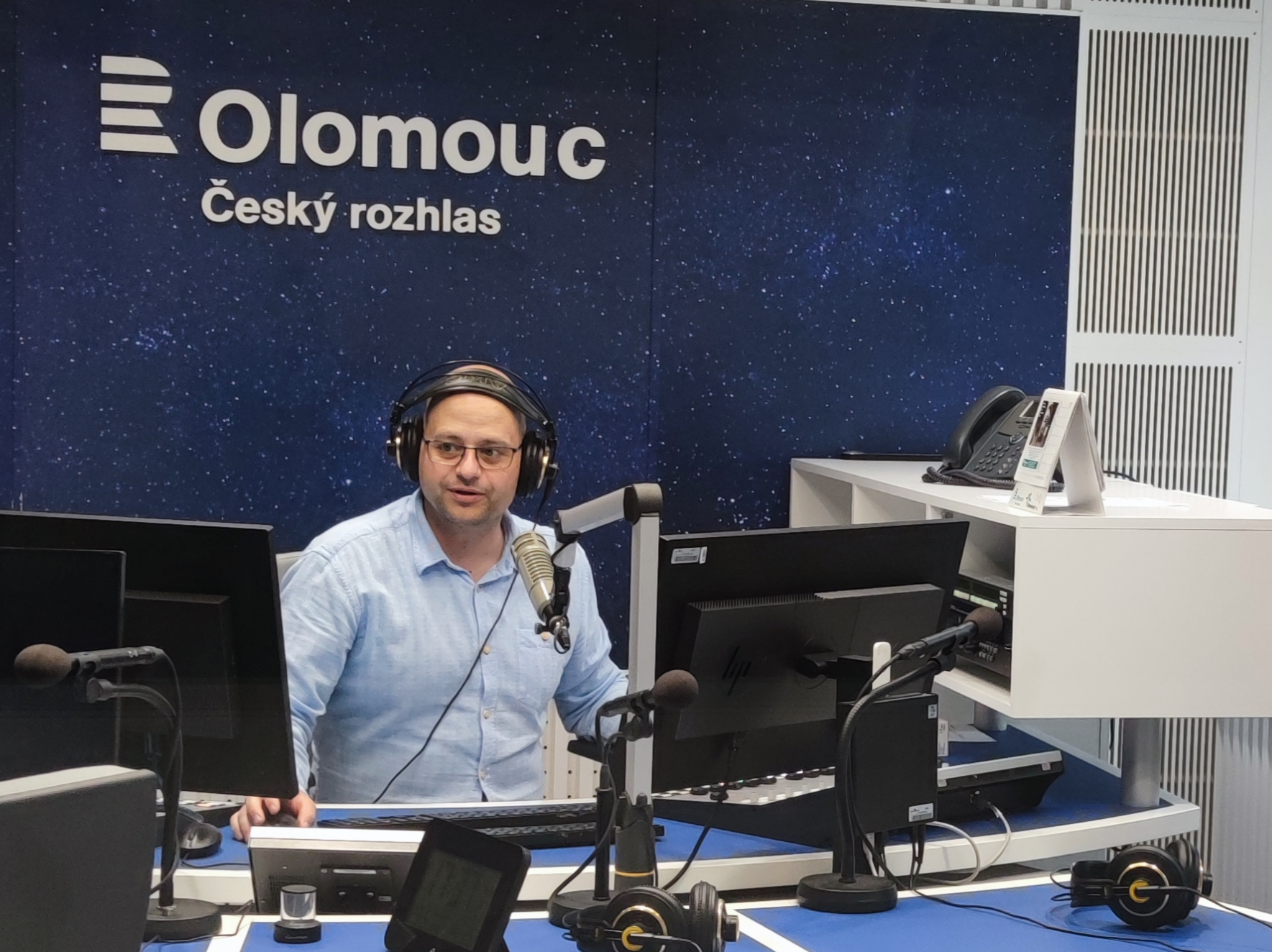
Vysílací studio Českého rozhlasu Olomouc

Páteří vysílání je zpravodajství a publicistika z regionu, Český rozhlas Olomouc se ale také velkou měrou věnuje původní slovesné a hudební tvorbě.

### Původní pořady Českého rozhlasu Olomouc
- Hlásí se Olomouc
- Hanácké rok
- Apatyka
- Dobrá rada
- Od Pradědu na Hanou
- Přímo z místa

## Osobnosti

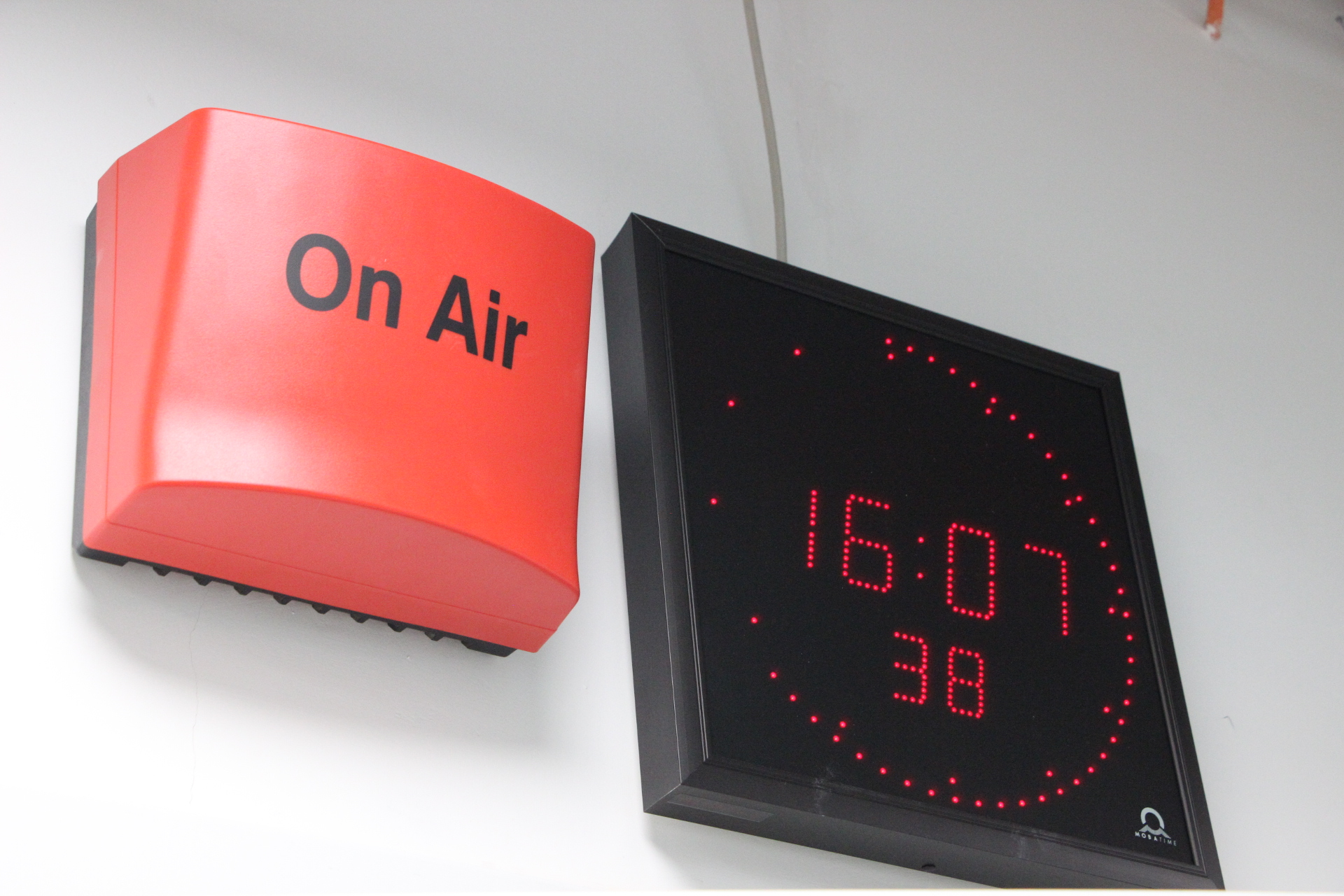
Cedule On air avizuje živé vysílání ve studiu

- Cedule On air avizuje živé vysílání ve studiuAlois Rečka
- Vlastimil Lejsek
- Věra Lejsková
- Miloš Konvalinka
- Antonín Schindler
- Vladimír Týřl
- Stanislav Červenka
- Pavel Hekela
- Josef Podstata
- Petra Ševců
- Jaroslav Kanyza
- Miroslav Sova
- Eva Ocisková
- Alexander Menzel
- Jaroslav Wykrent
- Jan Sulovský
- Jan Slavotínek
- Michal Bureš
- Tomáš Soldán
- Miroslav Kobza
- Petr Hanuška
- Zuzana Blahunková

## Distribuce signálu
Český rozhlas Olomouc vysílá na analogově na VKV frekvencích a digitálně v systému DAB+, na internetu a od roku 2020 také v satelitním vysílání přes družici Astra 3A (pozice 23,5° východně) v DVB-S2.
| Město                 | Frekvence |
| --------------------- | --------- |
| Olomouc               | 92,8 FM   |
| Lipník nad Bečvou     | 88,7 FM   |
| Hulín                 | 101,6 FM  |
| Jeseník               | 106,8 FM  |
| celá Morava a Slezsko | 12D DAB+  |

## Galerie

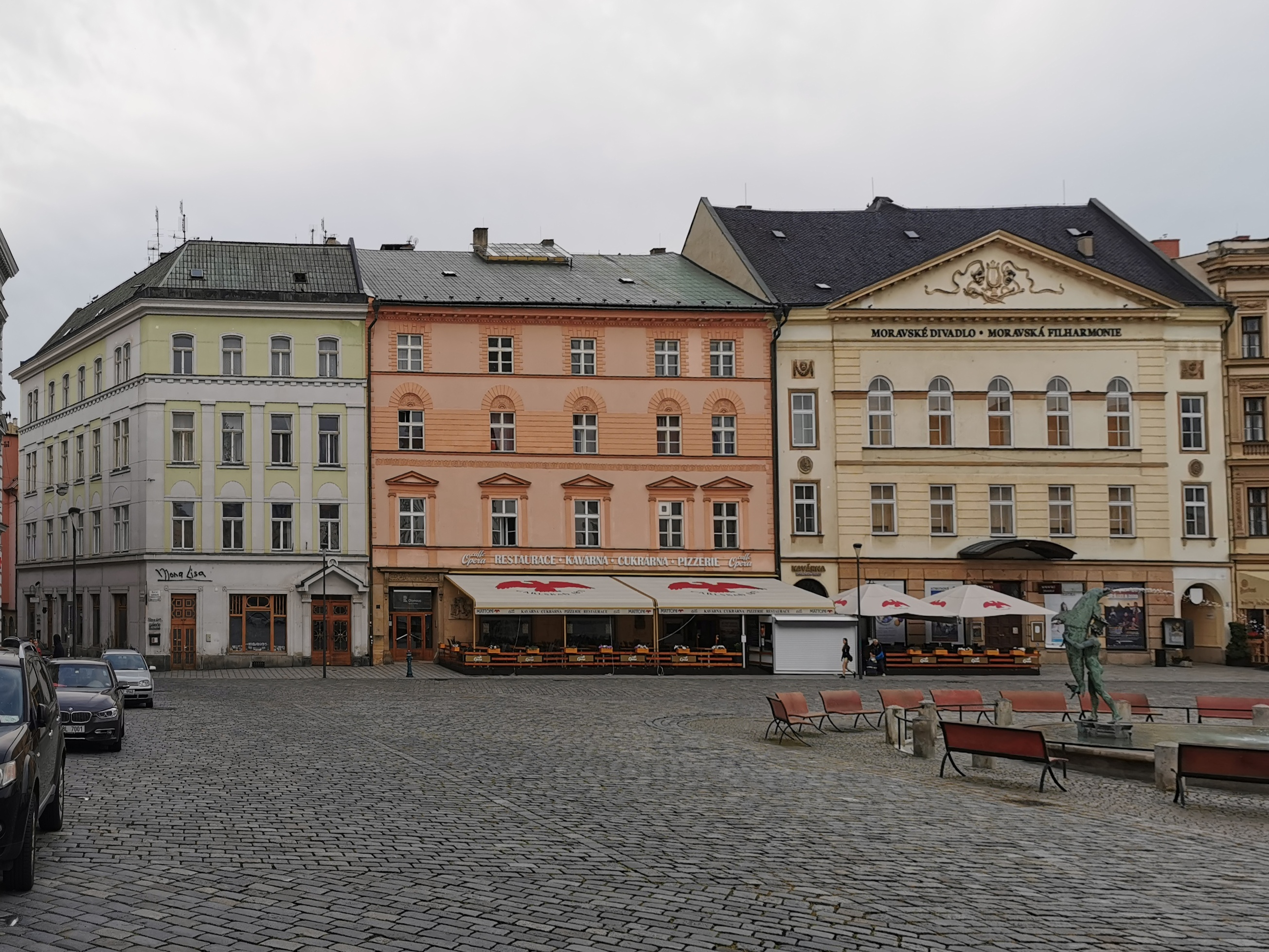
Budova ČRo Olomouc (růžová uprostřed) do roku 2022
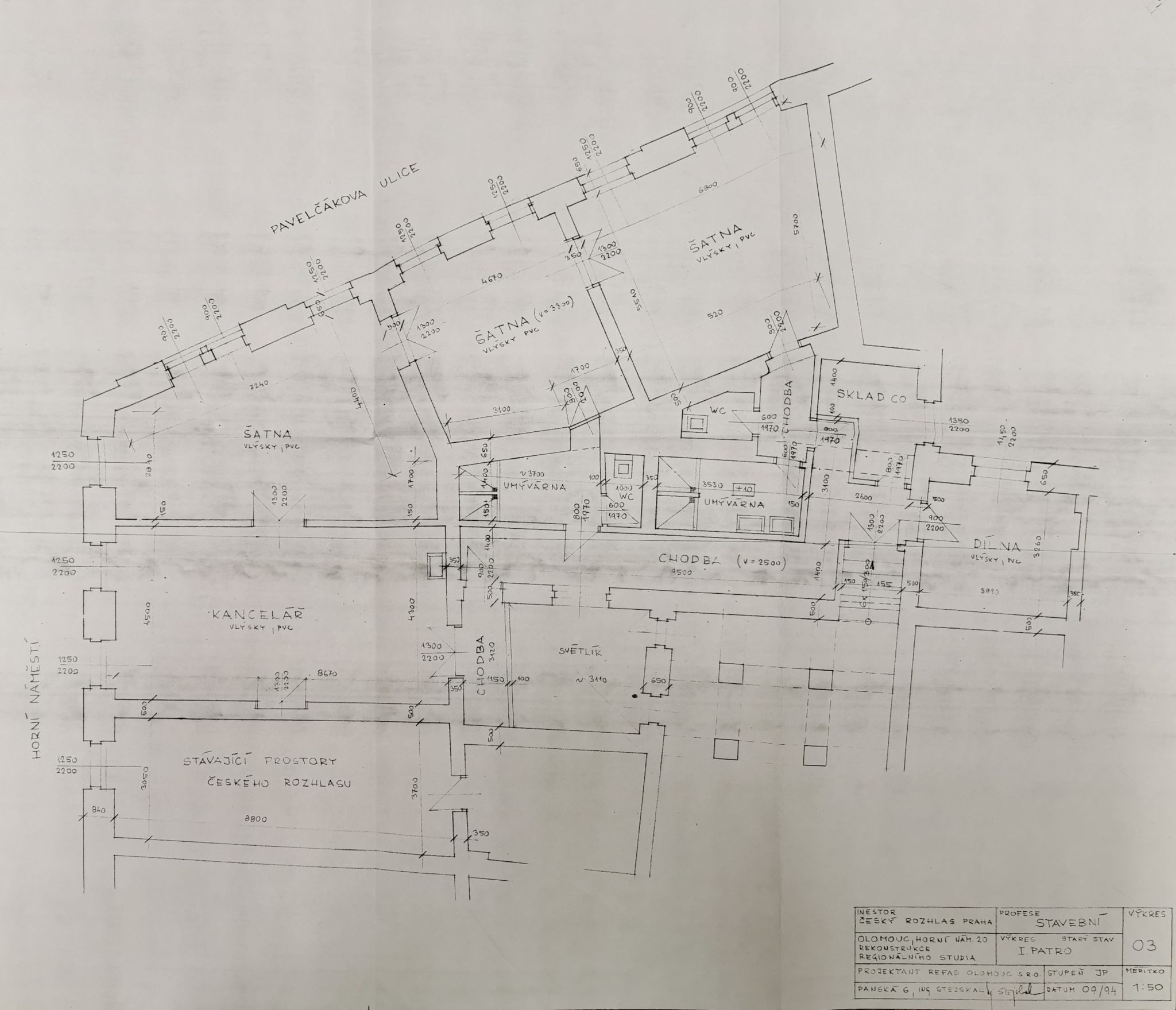
Půdorys budovy na Horním náměstí
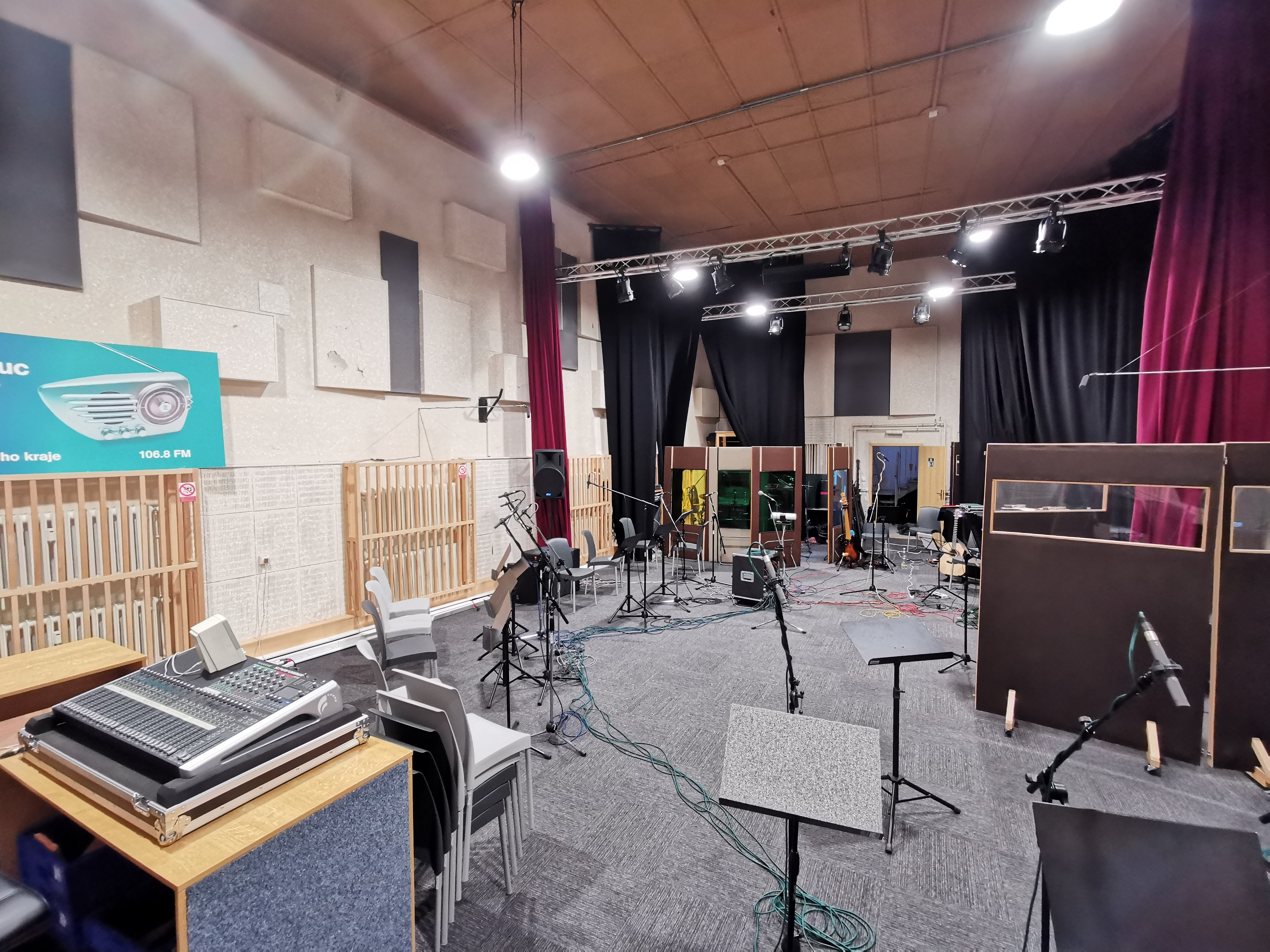
Staré nahrávací studio
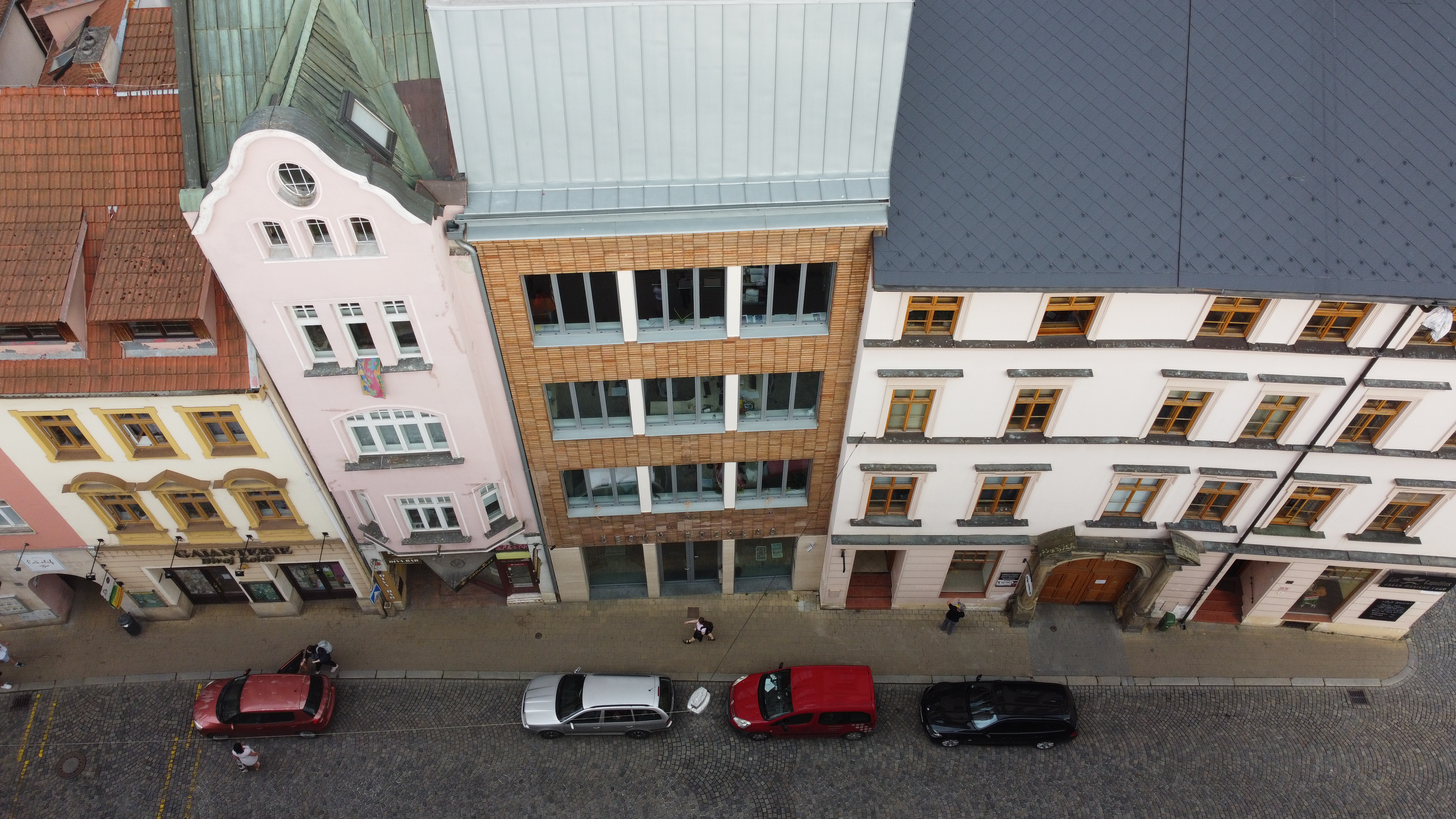
Nová budova rozhlasu
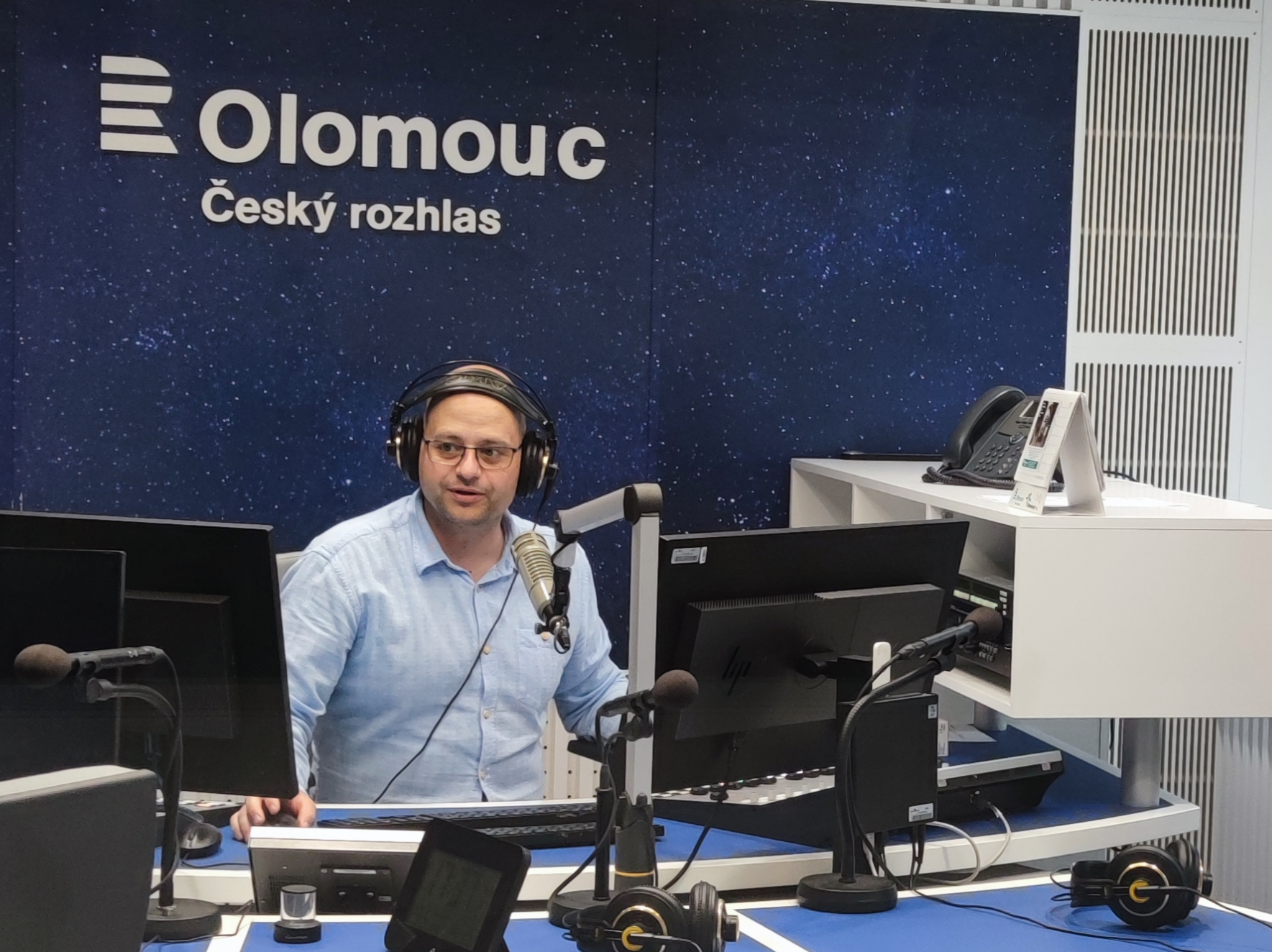
Moderátor René Jančík v živém vysílání